# Resolução 43 do Conselho de Segurança das Nações Unidas
Resolução 43 do Conselho de Segurança das Nações Unidas, aprovada em 1 de abril de 1948, observando o aumento da violência e da desordem na Palestina, apelando para a Agência Judaica e a Alta Comissão Árabe para trazer representantes disponíveis ao Conselho de Segurança para organizar e impor uma trégua. A resolução apela ainda sobre grupos árabes e judeus armados para que cessem os atos de violência imediatamente.
Foi aprovada por unanimidade.